# Michael Radanovics
Michael Radanovics (* 19. März 1958 in Steyr) ist ein österreichischer Violinist, Jazzmusiker und Komponist.

## Leben
Michael Radanovics legte 1976 die Matura ab. Er studierte von 1977 bis 1985 Violine bei Michael Frischenschlager und von 1978 bis 1981 Musikpädagogik mit abschließender Lehrbefähigungsprüfung an der Universität für Musik und darstellende Kunst Wien. Zusätzlich studierte er von 1981 bis 1985 Jazztheorie bei Karl Heinz Czadek am Konservatorium Wien Privatuniversität und legte hier die Reifeprüfung mit Auszeichnung ab.
Von 1982 bis 1985 war er Mitglied der Jazzband Augmented Nine und von 1983 bis 1988 des Symphonieorchesters der Volksoper Wien. Seit 1988 spielt er im Radio-Symphonieorchester Wien. Im Jahr 1987 mitbegründete er das Motus Quartett, in welchem er bis 2000 als Primarius spielte. Dem Streichquartett gehörten weiterhin Tscho Theissing (Violine), Franz Bayer (Viola) und Michael Dallinger (Violoncello) an. Radanovics komponierte und arrangierte für die Besetzung Jazz- und Improvisationsmusik. Konzertreisen führten ihn durch Europa, Amerika und Asien. Radanovics publiziert seit 1990 pädagogische Literatur bei Universal Edition. Seit 2000 ist er beim Musikverlag Doblinger Herausgeber eines Liederbuchs von Roland Neuwirth, in dessen Neuen Volksmusik Gruppe Extremschrammeln er ab 1998 spielte. Im Jahr 2003 gründete er zusammen mit der Sängerin Petra Hartl das Duo Zimt & Zauber.
Michael Radanovics ist seit 1996 Mitglied der Schweizer Komponistengruppe Groupe Lacroix.

## Auszeichnungen
- 1994: 2. Preis beim Leibnitzer Kunstpreis für Jazzkomposition[3] (für Metafile for Frank)
- 1998: 3. Preis beim Franz Joseph Reindl Kompositionswettbewerb[3]
- 2003: 3. Preis beim Gustav-Mahler-Kompositionswettbewerb der Stadt Klagenfurt[8] (für Das Wunder der Zahlen)
- 2007: Preisträger beim Wettbewerb „Vinum et Litterae“, Krems an der Donau

## Publikationen
- 1990: Jazzy Violin 1 (Universal Edition)
- 1992: Jazzy Violin 2 (Universal Edition)
- 1993: Liederbuch Fuer 2 Geigen (Universal Edition)
- 1994: Children’s songs (Universal Edition)
- 1994: Jazzy Cello 1 (Universal Edition)
- 1995: Favorites (Universal Edition)
- 1998: Folk & Fiddle (Universal Edition)
- 1999: Riffs & Tunes (Doblinger Verlag)

## Diskografie (Auswahl)
- 1994: Crimson Flames (Creative Works Records) mit dem Motus Quartett
- 1996: Introversion (Musicaphon) mit Nebojša Jovan Živković (Marimba/Vibraphon), Österreichische Kammersymphoniker, Ernst Theis (Leitung)
- 2003: Groupe Lacroix: 8 Pieces on Paul Klee (Creative Works Records) mit dem Ensemble Sortisatio
- 2006: Train Songs (CCNC) mit dem Spring String Quartet
- 2008: Wo der Wind herwaht (Extraplatte) mit Petra Hartl
- 2009: In mir daham (Extraplatte) mit Petra Hartl
- 2011: MondoLine/Du Liebst (Sturm & Klang) mit Konstantin Wecker